# مايكل مولر (ممثل)
مايكل مولر (بالفرنسية: Michel Muller )‏
```
(و. 
1966  
م
) هو 
كاتب سيناريو
، وممثل أفلام من 
فرنسا
، 
والنمسا
، ولد في 
فيينا
.
[
2
]
```

## وصلات خارجية
- مايكل مولر على موقع IMDb (الإنجليزية)
- مايكل مولر على موقع ألو سيني (الفرنسية)
- مايكل مولر على موقع ميوزك برينز (الإنجليزية)
- مايكل مولر على موقع أول موفي (الإنجليزية)
- مايكل مولر على موقع قاعدة بيانات الأفلام السويدية (السويدية)
- مايكل مولر على موقع قاعدة بيانات الفيلم (الإنجليزية)
- مايكل مولر على موقع كينوبويسك (الروسية)